# Małgorzata Warda
Małgorzata Maja Warda (ur. 10 lutego 1978 w Gdyni) – polska pisarka, malarka i rzeźbiarka.

## Życiorys
Absolwentka Akademii Sztuk Pięknych w Gdańsku. 
W 2004 roku zadebiutowała „Bajką o laleczce” w zbiorze „Wesołe historie” wydawnictwa Wilga. Prawdziwy, prozatorski debiut, to książka „Dłonie” wydana w 2005 przez hajnowskie wydawnictwo Ligatura. Jednak sukces przyniosła jej dopiero powieść „Ominąć Paryż” (Prószyński i S-ka, 2006). Autorka reprezentuje w tym wydawnictwie „Serię z cynamonem”, do której zalicza się również jej kolejna powieść pt. „Czarodziejka” (Prószyński i S-ka, 2006). 5 czerwca 2007 roku miała premierę powieść pt. „Środek lata”, dojrzała i ugruntowująca pozycję pisarki na polskiej scenie literackiej. Dwa z jej opowiadań znalazły się w bestsellerowych zbiorach „Opowiadania letnie” (2006, Prószyński i S-ka) oraz „Opowiadania szkolne” (2007, Prószyński i S-ka).
Jest autorką kilku tekstów do piosenek zespołu Farba.
Kolejną jej powieścią jest książka pt. "Nie ma powodu, by płakać", opowiadająca historię z dwóch tygodni życia warszawskich artystów z ASP.
W 2010 roku ukazała się „Nikt nie widział, nikt nie słyszał...”, rozwijająca tematykę ze „Środka lata” i traktująca o problemie porwań i zaginięć dzieci, a w 2012 „Dziewczynka, która widziała zbyt wiele”. 11 września 2014 roku nakładem wydawnictwa Prószyński i S-ka ukazała się kolejna powieść autorki pt. „Miasto z lodu”. Jej książka dla młodzieży „5 sekund do lo” otrzymała tytuł „Książka Roku 2015” Polskiej Sekcji IBBY. W 2017 nakładem wydawnictwa Media Rodzina ukazał się drugi tom „5 sekund do Io. Rebeliantka”.

## Książki
- Dłonie (2005) wyd. Ligatura,
- Czarodziejka (2006) wyd. Prószyński i S-ka,
- Ominąć Paryż (2006) wyd. Prószyński i S-ka,
- Opowiadania szkolne (2007) wyd. Prószyński i S-ka (współautorka),
- Środek lata (2007) wyd. Prószyński i S-ka,
- Nie ma powodu, by płakać (2008) wyd. Prószyński i S-ka,
- Dziewczynka, która widziała zbyt wiele (2012) wyd. Prószyński i S-ka,
- Antologia opowiadań o Opolu: Festiwal Natchnienia (2013) wyd. Stowarzyszenie Inicjatyw Społecznych „Suterena” (współautorka),
- Jak oddech (2013) wyd. Prószyński i S-ka,
- Miasto z lodu (2014) wyd. Prószyński i S-ka
- Każdego dnia (2014) wyd. Salwator (współautorka),
- Cicha 5 (2014) wyd. Filia (współautorka),
- Kulminacje (2015) wyd. Wielka Litera (współautorka),
- Najpiękniejsza na niebie (2015) wyd. Black Publishing,
- Nikt nie widział, nikt nie słyszał (2015) wyd. Świat Książki,
- Siedem życzeń (2015) wyd. Filia (współautorka),
- Ta, którą znam (2016) wyd. Prószyński i S-ka,
- 5 sekund do Io (2017) wyd. Media Rodzina,
- 5 sekund do Io. Rebeliantka (2017) wyd. Media Rodzina,
- Dziewczyna z gór (2018) wyd. Prószyński i S-ka,
- Zakochane Trójmiasto (2019) wyd. Novae Res (współautorka),
- Ludzie potrafią latać (2019) wyd. Novae Res (współautorka),
- Sylwia i Planeta Trzech Słońc (2019) wyd. Media Rodzina,
- Miłość z widokiem na morze (2020) wyd. Muza (współautorka),
- Opowiadanie letnie, a nawet gorące (2020) wyd. Prószyński i S-ka (współautorka),
- Siedem odcieni miłości (2020) wyd. Zielona Sowa (współautorka),
- PS I życzę Ci dużo miłości (2020) wyd. Muza (współautorka).[4]